# عبد العزيز صنقور
عبد العزيز صنقور (مواليد 7 مايو 1989) لاعب كرة قدم إماراتي لعب سابقاً منتخب الإمارات العربية المتحدة في مركز الظهير.
لعب مع نادي الشارقة ونادي شباب الأهلي ونادي النصر.

## روابط خارجية
- عبد العزيز صنقور على موقع الاتحاد الدولي (مؤرشف)  (الإنجليزية)
- عبد العزيز صنقور على موقع قاعدة بيانات كرة القدم.إي يو (الإنجليزية)
- عبد العزيز صنقور على موقع ناشيونال فوتبول تيمز (الإنجليزية)
- عبد العزيز صنقور على موقع Soccerway.com (الإنجليزية)
- عبد العزيز صنقور على موقع كووورة
- عبد العزيز صنقور على موقع أوليمبيديا (الإنجليزية)